# Sabueso helénico

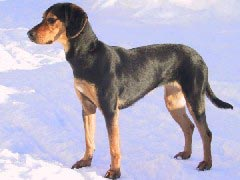
Hellinikos Ichnilatis

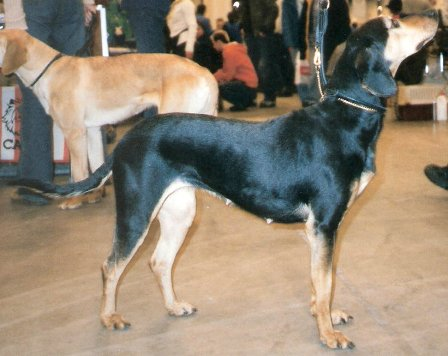
Ελληνικός Ιχνηλάτης

El Sabueso griego (FCI No. 214) es una raza canina poco frecuente originaria del sur de Grecia y utilizada tanto para el rastreo como la caza de liebres.

## Apariencia
Se trata de un perro de tamaño medio con un peso de entre 17 y 20 kg y una altura a la cruz de entre 47 y 55 cm los machos y 45 y 53 cm las hembras